# M1908 152mm榴弾砲

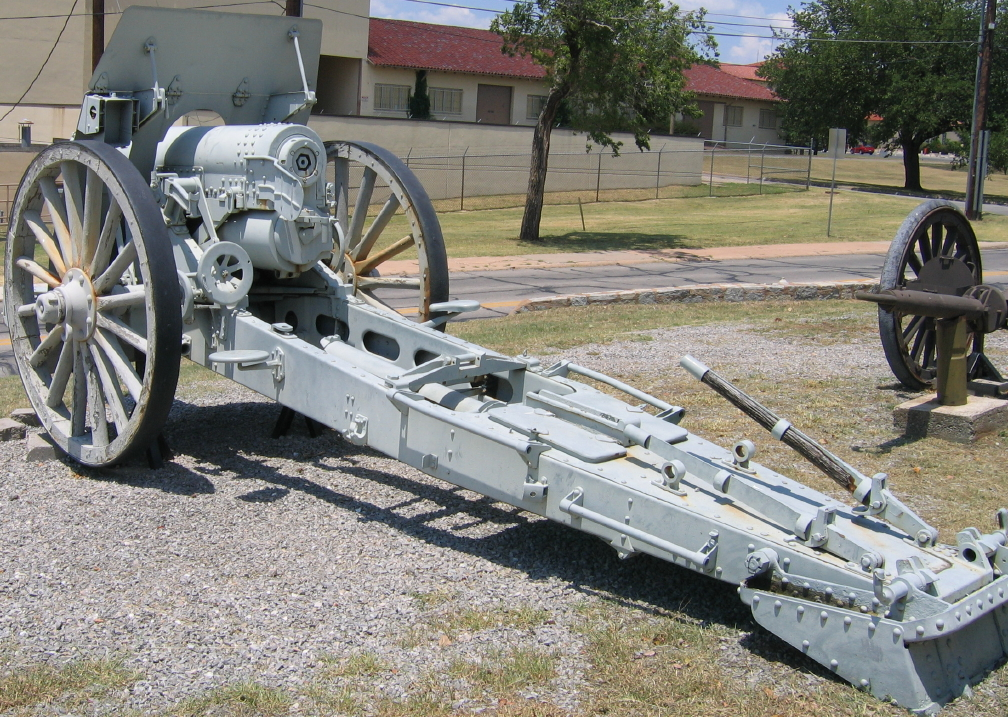
M1908 152mm榴弾砲

M1908 152mm榴弾砲（6 inch Field Howitzer M-1908）とは、アメリカ合衆国が第一次世界大戦前に開発した口径6インチ（152.4mm）の野戦榴弾砲である。
約100門が製造されたがそのほとんどは訓練にのみ使用され、第一次世界大戦においてはM1908がヨーロッパに持ち込まれることはなく、前線部隊はフランス製のシュナイダーM1917C 155mm榴弾砲をライセンス生産したM1918 155mm榴弾砲を使用した。
残存砲も1920年代には退役している。

## スペック
- 口径：152.4mm
- 全長：m（牽引時）
- 全幅：m
- 重量：kg
- 砲身長：mm（口径）
- 仰俯角：-5°~+45°
- 左右旋回角：6°
- 運用要員：名
- 発射速度：発/分（最大）、発/分（連続射撃時）
- 射程：6,125m
- 生産期間：年~年
- 生産総数：門